# Eleccions legislatives neerlandeses de 1946
Les eleccions legislatives neerlandeses de 1946 se celebraren el 17 de maig de 1946, per a renovar els 100 membres de la Tweede Kamer. Foren les primeres eleccions celebrades després de la fi de la Segona Guerra Mundial i l'alliberament dels Països Baixos de l'ocupació del Tercer Reich. El govern a l'exili va dimitir i es forma un govern de concentració nacional presidit per Louis Beel (KVN).

## Resultats
| ← Eleccions legislatives neerlandeses, 1946 → |                                           |           |      |        |
| Partit                                        | Partit                                    | Vots      | %    | Escons |
|                                               | Partit Popular Catòlic (KVP)              | 1.466.580 | 30,8 | 32     |
|                                               | Partit del Treball (PvdA)                 | 1.347.940 | 28,3 | 29     |
|                                               | Partit Antirevolucionari (ARP)            | 614.201   | 12,9 | 13     |
|                                               | Partit Comunista dels Països Baixos (CPN) | 502.963   | 10,6 | 10     |
|                                               | Unió Cristiana Històrica (CHU)            | 373.217   | 7,8  | 8      |
|                                               | Partit de la Llibertat (PvdV)             | 305.287   | 6,4  | 6      |
|                                               | Partit Polític Reformat (SGP)             | 101.759   | 2,1  | 2      |
| Total                                         | Total                                     | 4.912.015 | 93,1 | 100    |